# Municipio de Nottingham (Indiana)
El municipio de Nottingham (en inglés: Nottingham Township) es un municipio ubicado en el condado de Wells en el estado estadounidense de Indiana. En el año 2010 tenía una población de 1062 habitantes y una densidad poblacional de 8,53 personas por km².

## Geografía
El municipio de Nottingham se encuentra ubicado en las coordenadas 40°36′53″N 85°8′17″O / 40.61472, -85.13806. Según la Oficina del Censo de los Estados Unidos, el municipio tiene una superficie total de 124.55 km², de la cual 124,44 km² corresponden a tierra firme y (0,09 %) 0,11 km² es agua.

## Demografía
Según el censo de 2010, había 1062 personas residiendo en el municipio de Nottingham. La densidad de población era de 8,53 hab./km². De los 1062 habitantes, el municipio de Nottingham estaba compuesto por el 98,87 % blancos, el 0,09 % eran afroamericanos, el 0,09 % eran amerindios, el 0,38 % eran asiáticos, el 0,09 % eran de otras razas y el 0,47 % eran de una mezcla de razas. Del total de la población el 1,13 % eran hispanos o latinos de cualquier raza.